# Dorothy Jenkins
Pour les articles homonymes, voir Jenkins.
Dorothy Jenkins est une patineuse artistique canadienne, double championne du Canada en simple en 1922 et 1923, et championne nord-américaine en couple en 1923.

## Biographie

### Carrière sportive
Dorothy Jenkins pratique le patinage artistique en simple et en couple.
En tant que patineuse individuelle, elle est double vice-championne canadienne en 1922 et 1923. En couple artistique, elle est double vice-championne canadienne avec son premier partenaire C. J. Allan en 1921 et avec son second partenaire Andrew Gordon McLennan en 1923,.
Elle représente son pays aux championnats nord-américains de 1923 à Ottawa où elle obtient une médaille de bronze en simple et une médaille d'or en couple avec Andrew Gordon McLennan. Elle ne participe jamais ni aux mondiaux, ni aux Jeux olympiques.

## Palmarès
En couple artistique avec C. J. Allan (1921) et Andrew Gordon McLennan (1923)
| Compétitions en Individuelle        | 1920 | 1921 | 1922 | 1923 |  |  |  |  |  |  |  |  |  |  |
| Jeux olympiques d'été               |      |      |      |      |  |  |  |  |  |  |  |  |  |  |
| Championnats du monde               | CA   | CA   |      |      |  |  |  |  |  |  |  |  |  |  |
| Championnats d'Amérique du Nord     |      |      |      | 3e   |  |  |  |  |  |  |  |  |  |  |
| Championnats du Canada              | 3e   | 3e   | 2e   | 2e   |  |  |  |  |  |  |  |  |  |  |
|                                     |      |      |      |      |  |  |  |  |  |  |  |  |  |  |
| Compétitions en Couple              | 1920 | 1921 | 1922 | 1923 |  |  |  |  |  |  |  |  |  |  |
| Jeux olympiques d'été               |      |      |      |      |  |  |  |  |  |  |  |  |  |  |
| Championnats du monde               | CA   | CA   |      |      |  |  |  |  |  |  |  |  |  |  |
| Championnats d'Amérique du Nord     |      |      |      | 1re  |  |  |  |  |  |  |  |  |  |  |
| Championnats du Canada              |      | 2e   |      | 2e   |  |  |  |  |  |  |  |  |  |  |
| Légende : CA = Championnats annulés |      |      |      |      |  |  |  |  |  |  |  |  |  |  |